# Tattingstone

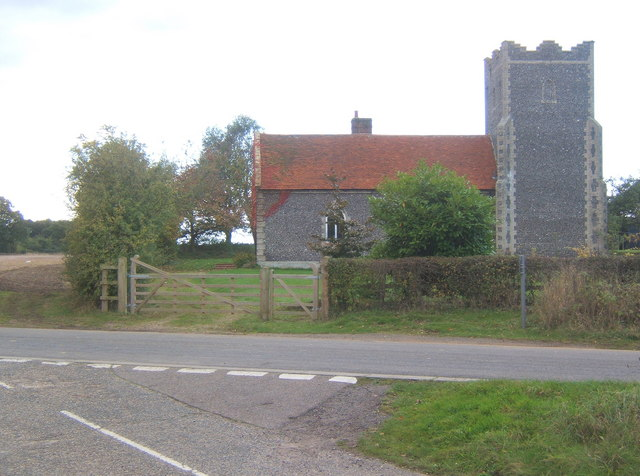
Das Tattingstone Wonder von der Vorderseite

Tattingstone ist ein Dorf in der englischen Grafschaft Suffolk, Distrikt Babergh, zehn Kilometer südlich von Ipswich am Westende eines Stausees gelegen. Es ist bekannt durch das Tattingstone Wonder, ein Wahrzeichen Suffolks.

## Ort
Das Dorf Tattingstone hat etwa 500 Einwohner. Die Gemeinde besteht aus drei Siedlungen: Außer dem Dorf mit der Kirche St. Mary und dem Tattingstone Park gibt es noch die Siedlungsplätze Tattingstone Heath und Tattingstone Estate.

## Stausee
Der Stausee, Alton Water, bedeckt eine Fläche von etwa 1,6 km². Er wurde 1970 angelegt und teilt seitdem den Ort in zwei Hälften, die durch eine Brücke bei Lemons Hill verbunden werden. Währenddessen die ehemalige Mühle Alton Mill abgebrochen und im East Anglia Life Museum in Stowmarket wieder aufgebaut wurde, verschwanden mehr als zwanzig Häuser einschließlich Tattingstone Alton Hall in den Fluten. Der See ist heute ein Ausflugsziel für Radfahrer, Wanderer und Angler.

## Wahrzeichen
Tattingstone Wonder („Wunder von Tattingstone“) ist eine Scheinarchitektur. Sie besteht aus ursprünglich zwei cottages (Bauernkaten), die einseitig mit einer Fassade eines Kirchenschiffes und einer lediglich dreiseitig ausgeführten Fassadenkulisse eines Kirchturms versehen ist. Die nun miteinander verbundenen Gebäude sind bewohnbar, der Turm ist Attrappe.
Das eigenartige Gebäude, ein „Folly“, wurde 1790 auf Veranlassung des damaligen Gutsherrn, Edward White, umgebaut, da ihn von seinem Herrenhaus (Tattingstone Place) der Anblick der (ärmlichen) Bauernhäuser störte. Die Scheinfassade gab den Häusern die Anmutung einer entfernt liegenden Kirche.